# Phaeophilales
Em taxonomia, Phaeophilales é uma ordem de algas verdes marinhas, especificamente da classe Chlorophyceae.